# Burłacy na Wołdze
Burłacy na Wołdze (ros. Бурлаки на Волге) – obraz olejny namalowany przez rosyjskiego malarza Ilję Riepina w latach 1870–1873. 

## Opis
Obraz Riepina jest jednym z najwybitniejszych dzieł malarstwa rosyjskiego. Artysta postawił sobie za cel stworzenie monumentalnego płótna poświęconego życiu ludzi ukazującego powagę ich losu, ale także gloryfikującego ich duchową siłę. W 1868 roku, jadąc wzdłuż Newy w Petersburgu, Riepin po raz pierwszy zobaczył burłaków i był pod wrażeniem widoku obdartych, zaprzęgniętych w uprzęże ludzi, kontrastujących z „miastową publicznością”. Po dwóch podróżach nad Wołgę i po dokładnym zapoznaniu się z pracą burłaków, postanowił uwiecznić ich na swoim obrazie, co było tym istotniejsze że do tego momentu, rosyjskie malarstwo ich nie znało. Każdy z bohaterów obrazu był dla Riepina żywą osobą z własnym charakterem i światem wewnętrznym. 
Grupa jedenastu ludzi wygląda jak masywny rzeźbiarski fryz w upalny letni dzień na tle szerokiego krajobrazu Wołgi, rozjaśnionego piasku, wody i nieba. Grupa stanowi jedną całość i jednocześnie składa się z trzech odrębnych części. W awangardzie znajduje się burłak, którego twarz przypomina starożytnego greckiego filozofa. Postacie otaczające „filozofa” posiadają indywidualne cechy: jeden ma opuszczoną muskularną rękę, drugi patrzy spod brwi na widza, a trzeci wysoki i chudy mężczyzna trzyma fajkę w ustach. W centrum kompozycji widoczny jest chłopiec w czerwonej podartej koszuli, który poprawia zsuwający się z jego szczupłych ramion pas holowniczy. Burłak oparty o chłopca, powoli napełnia fajkę tytoniem, a drugi ociera pot z wyczerpanej i obolałej twarzy. W tylnej grupie burłaków wyróżnia się sylwetka brodatego mężczyzny w czapce, który z opuszczoną głową, wygląda na wyczerpanego wykonywaną pracą.
Ilja Riepin ukończył obraz w marcu 1873 roku. Po raz pierwszy został wystawiony w tym samym miesiącu na wystawie malarstwa i rzeźby w Petersburgu. Na wystawie światowej w Wiedniu w tym samym roku, obraz zdobył brązowy medal i został kupiony za 3000 rubli przez wielkiego księcia Włodzimierza Aleksandrowicza Romanowa, który powiesił go w swoim pałacu w Petersburgu. Obecnie obraz znajduje się w zbiorach Państwowego Muzeum Rosyjskiego w Petersburgu.